# Mandíbula de Xiahe

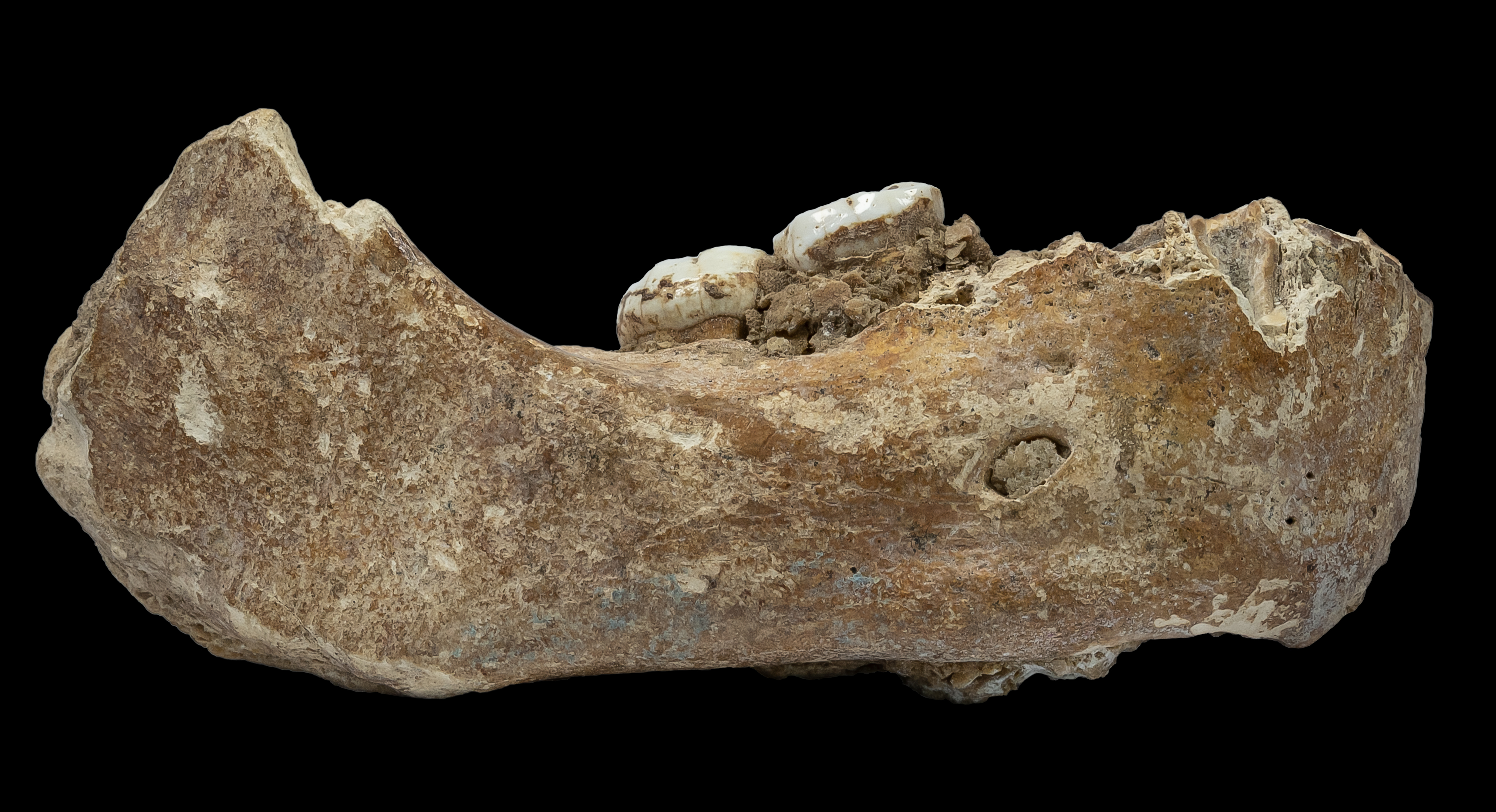
Mandíbula de Xiahe.

La mandíbula de Xiahe (en chino tradicional, 夏河县人类下颌骨化石, [ɕjâxɤ̌], sh'ya-juh) es un fósil de homínido descubierto en la cueva kárstica de Baishiya, ubicada en el borde noreste de la meseta tibetana en el condado de Xiahe, Gansu. Se trata de la mitad derecha de una mandíbula parcial con dos molares adheridos. Fue encontrada por un monje budista que estaba meditando en la cueva. El geólogo Dong Guangrong  de la Universidad de Lanzhou y su colega Chen Fahu recibieron el fósil para estudiarlo. La datación en serie de uranio de la corteza de carbonato sitúa a la mandíbula con más de 160.000 años de antigüedad.

## Hallazgo de la cueva
Desde 2010, Chen, Dong y Zhang Dongju decidieron profundizar las investigaciones sobre esta mandíbula y examinaron varias cuevas en el área de Xiahe, descubriendo finalmente que provenía de Baishiya.  Como esta cueva es un santuario budista, la excavación se retrasó aún más por la necesidad de obtener permisos de las autoridades religiosas y culturales pertinentes. En 2018, Zhang y sus colegas finalmente llevaron a cabo una excavación sistemática de la cueva y descubrieron numerosas herramientas de piedra y huesos de animales con marcas de corte.

## Denisovianos
El equipo de la Universidad de Lanzhou acudió a la colaboración del Instituto Max Planck de Antropología Evolutiva, donde Jean-Jacques Hublin y Frido Welker mediante el análisis de proteínas identificaron la mandíbula como afín al Hombre de Denísova. Aunque no les fue posible extraer ADN de este fósil, sí lograron identificar su proteoma antiguo superviviente en la dentina de uno de los molares. El proteoma Xiahe comparte una coincidencia filogenética más cercana a la del fósil denisovano de alta cobertura de la cueva Denisova, Denisova 3. El análisis de proteínas también muestra que la mandíbula de Xiahe exhibe un polimorfismo de un solo aminoácido, COL1α2 R996K, que solo es compartido por otra muestra registrada, Denisova 3; este polimorfismo no se encuentra en ninguna otra población de referencia antigua o moderna. La mandíbula también exhibe un polimorfismo de un solo aminoácido, COL2α1 E583G, que es completamente único en sí mismo. Los investigadores concluyeron que la muestra de Xiahe pertenecía a una población que estaba estrechamente relacionada con las muestras de Denisova. Esta es la primera vez que se identifica con éxito un homínido antiguo utilizando únicamente análisis de proteínas. Es el fósil denisovano más completo conocido.

## Significado
Además de ilustrar la amplia dispersión de los. denisovianos, este descubrimiento fósil proporciona evidencia que respalda la noción de que los Homo arcaicos tuvieron éxito en adaptarse a un entorno de gran altitud y bajo nivel de oxígeno.